# OpenChess
OpenChess ist ein Schach-Frontend für Personal Digital Assistants (PDA) der Firma Palm Inc. und andere vergleichbare Geräte auf der Basis des Betriebssystems Palm OS. Vorausgesetzt werden Palm OS in der Version 3.0 oder höher sowie mindestens zwei Megabyte Speicher. Das Programm wird als freie Software unter der GNU General Public License entwickelt. Die derzeit aktuelle stabile Version ist die im Dezember 2007 erschienene Version 3.00, darüber hinaus ist deren Vorgängerversion 2.0.1 verfügbar.

## Technische Aspekte

### Grundlegende Funktionen
Das Programm bietet die Standardfunktionen eines Schachprogramms wie das Abspeichern und Laden von Partien, den Export in das PGN-Format oder die Eingabe von Stellungen für das Lösen von Schachproblemen. Darüber hinaus ist es mit einem Modus zum Trainieren von Schacheröffnungen ausgestattet. Es liegt in Sprachversionen für Englisch, Französisch, Deutsch, Spanisch, Portugiesisch, Italienisch, Niederländisch, Russisch, Polnisch und Hebräisch vor. Ab der Version 3 können neue Figurensätze, Sprachversionen und Eröffnungsbücher jeweils in Form einzelner Dateien zusätzlich zum Hauptprogramm auf dem PDA installiert werden. Die graphische Darstellung wird an die technische Möglichkeiten verschiedener Palm-OS-Geräte hinsichtlich Auflösung und Farbtiefe des Bildschirms entsprechend anpasst, so dass das Programm auch auf Geräten mit Schwarzweiß-Bildschirmen in geringer Auflösung nutzbar ist.

### Nutzung externer Engines
OpenChess kombiniert in der Version 2 eine grafische Benutzeroberfläche mit der GNU Chess-Engine. In der seit Dezember 2007 verfügbaren Version 3 können darüber hinaus auf Geräten mit einem ARM-Prozessor und Palm OS Version 5 unter OpenChess verschiedene frei verfügbare Schachengines wie beispielsweise Fruit genutzt werden. Die aktuelle Version vereint damit die Funktionen eines eigenständigen Schachprogramms mit denen eines Schach-Frontends. Als externe Schachengines mitgeliefert werden Fruit in der letzten frei verfügbaren Version 2.1, das von Fruit abgeleitete Toga II in der Version 1.1a sowie das auf Fruit und Toga II basierende GambitFruit in der Version 1.0 Beta 4bx, Phalanx in der Version XXII, Scorpio in der Version 1.6 und GNU Chess in der Version 2. Letztere ist funktional identisch mit der internen Version, aufgrund der schnelleren Ausführungsgeschwindigkeit des ARM-Programmcodes jedoch im Vergleich etwas spielstärker. Die Portierung weiterer Engines ist möglich. Die Spielstärke auf einem Palm Tungsten E2 im BT2450-Test liegt bei einem BT-Elo-Wert von 1.688 für die interne Engine, 1.852 für GNU Chess in der externen ARM-Version, 2.303 für Toga II, 2.322 für Fruit, Gambitfruit und Phalanx sowie 2.325 für Scorpio.

## Historische Informationen

### Originalversion
Die Entwicklung von OpenChess wurde von Son Altesse begonnen, der eine Schachoberfläche für Palm-OS-Geräte programmierte und anstelle der Neuentwicklung einer Schachengine das bereits als freie Software existierende GNU Chess für eine Nutzung unter Palm OS anpasste. Die ältere Version 2 von GNU Chess bot dabei den Vorteil, dass sie sich aufgrund ihrer Kompaktheit für den begrenzten Speicher von Palm-Geräten eignete und trotzdem eine angemessene Spielstärke bot.
Nachdem nach der Veröffentlichung der Version Beta 2 im September 2002 keine Weiterentwicklung durch den Betreuer des Programms erfolgte, veröffentlichten verschiedene Entwickler modifizierte Versionen, zum Teil auch unter anderen Bezeichnungen wie beispielsweise Handchess II. Dabei wurde von den Autoren vor allem versucht, bestimmte Schwachstellen der Originalversion zu beseitigen, insbesondere die auf Geräten mit monochromen Bildschirm nur sehr schwer erkennbare Darstellung. Mit 995 Chess wurde darüber hinaus auch ein kommerzielles Schachprogramm veröffentlicht, das sich von OpenChess ableitete.
Darüber hinaus existiert unter dem Namen EbmChess auch eine im Februar 2003 veröffentlichte Portierung der Originalversion auf die Geräte der eBookMan-Platform des amerikanischen Herstellers Franklin Electronic Publishers.

### Version 2
Im Februar 2005 erschien mit der Version 2.0 Beta 1 die erste durch Olaf Richter betreute Ausgabe, die auf dem von Son Altesse veröffentlichten Quellcode basierte. In dieser Version waren verschiedene Fehler beseitigt worden. Darüber hinaus bot sie eine für verschiedene Auflösungen und Farbtiefen optimierte grafische Darstellung sowie als neue Funktion einen Eröffnungstrainer. Nach weiteren Beta-Versionen erschien dann im Mai 2005 die endgültige Version 2.0. Etwa drei Monate später folgte die Version 2.0.1, die einige Fehler beseitigte sowie zusätzliche Sprachversionen für Italienisch und Niederländisch enthielt.

### Version 3
Die erste Beta-Version der Version 3.0 wurde im April 2006 veröffentlicht. Wesentliche Neuerungen waren eine Verringerung des Speicherbedarfs, die Unterstützung der Darstellungsmöglichkeiten neuer Palm-Geräte, eine Anzeige für die Zeit pro Zug, Möglichkeiten zur Anpassung der Brettdarstellung durch neue Figurensätze sowie die Einstellung der Farben für die Felder, und die Unterstützung von externen Schachengines auf ARM-basierten Geräten mit Palm OS 5. In der Beta-1-Version war neben einer ARM-optimierten Version von GNU Chess die Version 2.1 von Fruit enthalten. Die im Juni 2006 erschienene zweite Beta-Version enthielt, neben diversen Fehlerbeseitigungen, vier weitere ARM-Engines und Unterstützung für weitere Sprachversionen. In der im November 2006 veröffentlichten dritten Beta-Version wurden vor allem diverse Fehler beseitigt und weitere Übersetzungen hinzugefügt. Nach zwei im Januar 2007 als Release Candidates bezeichneten Versionen, die unter anderem zehn verschiedene Sprachen für die Benutzeroberfläche und einen neuen Figurensatz enthielten, wurde im Dezember des gleichen Jahres die endgültige Version 3.00 freigegeben.